# Jan van Katwijk
Jan van Katwijk (* 30. August 1946 in Oploo) ist ein ehemaliger niederländischer Radrennfahrer und nationaler Meister im Radsport.

## Sportliche Laufbahn
Jan van Katwijk war im Straßenradsport aktiv. Von 1968 bis 1978 war er Berufsfahrer. Die nationale Meisterschaft im Mannschaftszeitfahren gewann er 1972 mit Jos van der Vleuten, Ferry van der Vleuten und Jan Spetgens. 1968 siegte er als Amateur bei den Trois Jours d’Hénin-Liétard und in der Ronde van Drenthe.
1969 gewann er die Acht van Chaam und den Grand Prix d’Orchies, 1970 die Ronde van Limburg vor Georges Van Coningsloo sowie eine Etappe in der Ruta del Sol, 1973 den Grote Prijs Jef Scherens, 1975 den Nationale Sluitingprijs, 1978 den Omloop van het Leiedal.
Viermal war van Katwijk am Start der Tour de France. 1970 wurde er 80., 1971 87. der Gesamtwertung, 1972 und 1976 schied er jeweils aus. In der Vuelta a España 1972 wurde er 57., 1969, 1970, 1971 und 1976 beendete er die Rundfahrt nicht.

## Familie
Auch seine Brüder Fons van Katwijk und Piet van Katwijk waren Radprofis.